# Tartu JK Welco
El Tartu JK Welco es un equipo de fútbol de Estonia que juega en la Esiliiga, la segunda división nacional.

## Historia
Fue fundado en el año 2008 en la ciudad de Tartu por un grupo de estudiantes universitarios para jugar en la sexta división. En 2016 logra el ascenso a la Esiliiga y con el tiempo también lograron crear un equipo filial y una sección de fútbol femenil.

## Aficionados
El club es conocido por tener al Electric Legion, el grupo de aficionados más grande y ruidoso de toda Estonia.

## Palmarés
- Esiliiga B: 1

2023

## Entrenadores
- Mirko Kikkamägi (2008–2010)
- Boris Hrabrov (2010–2012)
- Mikk Valtna (2012–2014)
- Siim Valtna (2014–2017)
- Yusuf Erdogan (2018– )